# Парламентские выборы в Тринидаде и Тобаго (1946)
Парламентские выборы в Тринидаде и Тобаго прошли 28 октября 1946 года одновременно с местными выборами. На них избирались 9 выборных членов Законодательного совета. Это стали первыми всеобщими выборами без условий владения недвижимостью. 
В результате Партия местного управления граждан и рабочих Британской империи (Партия Батлера) и Объединённый фронт получили по 3 места. Явка составила 83,9%.

## Результаты
| Партия                                                          | Голосов | %    | Мест |
| --------------------------------------------------------------- | ------- | ---- | ---- |
| Объединённый фронт                                              | 37 891  | 29,4 | 3    |
| Партия местного управления граждан и рабочих Британской империи | 28 767  | 22,3 | 3    |
| Конгресс профсоюзов и социалистическая партия                   | 22 191  | 17,2 | 2    |
| Тринидадская лейбористская партия                               | 1 356   | 1,1  | 0    |
| Прогрессивная демократическая партия                            | 515     | 0,4  | 0    |
| Независимые                                                     | 38 198  | 29,6 | 1    |
| Недействительных/пустых бюллетеней                              | 8 408   | –    | –    |
| Всего                                                           | 137 281 | 100  | 9    |
| Источник: Nohlen                                                |         |      |      |